# Brauner Bachsalamander

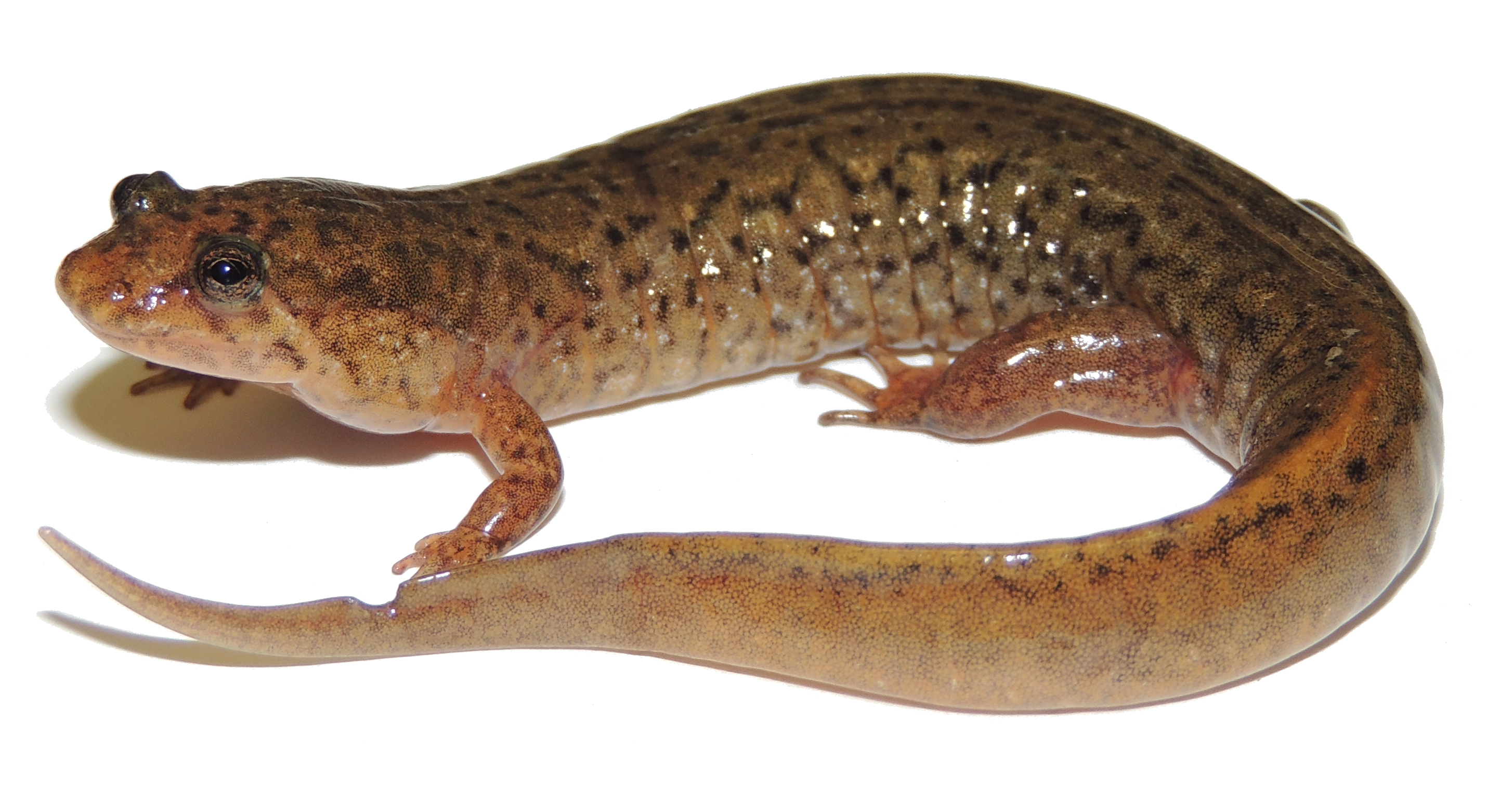
Exemplar aus Kentucky

Der Braune Bachsalamander (Desmognathus fuscus) ist ein in Nordamerika vorkommender Schwanzlurch aus der Familie der Lungenlosen Salamander (Plethodontidae). Der Artname leitet sich von dem lateinischen Wort fuscus mit der Bedeutung „braun“ ab und bezieht sich auf die Grundfarbe des Salamanders. Der Braune Bachsalamander ist die am häufigsten vorkommende Salamanderart in vielen Wäldern im Nordosten Nordamerikas.

## Merkmale
Ausgewachsene Braune Bachsalamander haben eine gestreckte, schlanke Gestalt und erreichen eine Gesamtlänge von 6,4 bis 14,2 Zentimetern. Weibchen sind mit einer durchschnittlichen Länge von 9,4 Zentimetern etwas größer als Männchen, die durchschnittlich 8,6 Zentimeter erreichen. Die Farbe der Oberseite variiert von Braun oder Rotbraun bis zu Grau oder Oliv. An den Seiten heben sich dunklere Markierungen ab. Der Rumpf wird durch elf bis dreizehn Rippenfurchen segmentiert. Die Basis des Schwanzes kann hellbraun, rötlich braun, graublau oder dunkelbraun gefärbt sein. Der Schwanz hat eine kielartige (messerartige) Form. Er kann bei Angriffen durch Fressfeinde abgeworfen werden, wächst jedoch etwas anders geformt wieder nach. Von der weißlichen Bauchseite heben sich einige dunkle Flecke ab. Die Hinterbeine sind größer und länger als die Vorderbeine.

## Ähnliche Arten und Systematik
Der Allegheny-Bachsalamander (Desmognathus ochrophaeus) unterscheidet sich durch einen schmalen, dunkelbraunen Rückenstreifen vom Braunen Bachsalamander. Außerdem hat sein Schwanz einen runden Querschnitt und ist nicht gekielt. Darüber hinaus ist zu berücksichtigen, dass viele morphologisch ähnliche Arten sich molekulargenetisch von Desmognathus fuscus stark unterscheiden und als eigene Unterarten oder Arten eingestuft werden. Dazu gehören Desmognathus planiceps und Desmognathus conanti sowie seit 2023 die sechs neu beschriebenen Arten Desmognathus anicetus, Desmognathus bairdi, Desmognathus campi, Desmognathus catahoula, Desmognathus lycos und Desmognathus tilleyi.

## Verbreitung und Lebensraum

Verbreitungsgebiet

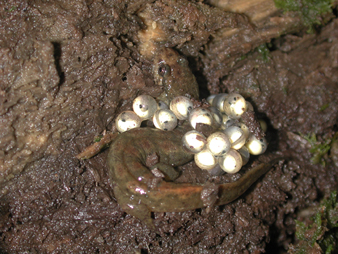
Weibchen, das ihr Gelege bewacht

Das Verbreitungsgebiet des Braunen Bachsalamanders reicht vom Südosten der kanadischen Provinzen Ontario, Québec und New Brunswick entlang der östlichen Staaten der USA bis nach Tennessee und Georgia. Die Salamander besiedeln bevorzugt schattige, feuchte Laubwälder, die auch Fließgewässer enthalten. Sie können außerdem in Höhenlagen überleben. In den Great Smoky Mountains sind sie noch in über 1200 Metern Höhe anzutreffen. Sie benötigen eine feuchte Umgebung, da ihnen Lungen fehlen und sie durch die feuchte Haut atmen.

## Lebensweise
Die auf ein feuchtes Klima angewiesenen Braunen Bachsalamander sind zwar überwiegend nachtaktiv, nutzen jedoch auch Regenzeiten während des Tages zur Nahrungssuche. Bei Trockenheit verstecken sie sich unter Baumstämmen, Steinen oder in Erdhöhlen in der Nähe von Fließgewässern. Wenn die Wasserstellen nicht gefrieren, können sie das ganze Jahr über aktiv bleiben. Bei extrem kalten Bedingungen graben sie sich so tief in den Erdboden ein, bis sie unter der Frostgrenze liegen.
Meist leben Braune Bachsalamander einzeln, außer während der Balz und Paarung. Die Werbung findet sowohl im Frühjahr als auch im Herbst statt. Die Paarung erfolgt an Land. Dabei legt das Männchen ein gallertartiges, mit Spermien versehenes Samenpaket auf den Boden, über das das Weibchen steigt und es mit der Kloake aufnimmt. Im Sommer legen die Weibchen ungefähr 10 bis 50 Eier und wählen dabei feuchte, mit Wasser gesättigte Stellen unter Steinen, Baumstämmen oder Moosen in der Nähe von Fließgewässern aus und bewachen das Gelege. Je nach den klimatischen Bedingungen schlüpfen die Larven nach 40 bis 80 Tagen. Nach dem Schlüpfen sind die Salamanderlarven etwa 1,6 Zentimeter lang und haben gut entwickelte Gliedmaßen und Kiemen. Sie können noch einige Zeit bei ihrem Muttertier bleiben, bevor sie ihren aquatischen Lebensabschnitt beginnen. Nachdem sie sieben bis elf Monate im Wasser verbracht haben, durchlaufen sie eine Metamorphose. Wenn sie das Wasser verlassen, sind sie 2,8 bis 4,4 Zentimeter lang. Männchen erreichen nach drei, Weibchen nach vier Jahren die Geschlechtsreife.

## Nahrung und Feinde
Die Braunen Bachsalamander ernähren sich von einer Vielzahl von Wirbellosen (Evertebrata). Dazu gehören Spinnen, Insekten und deren Larven, Tausendfüßer, Schnecken, Krebstiere, Ameisen und Regenwürmer. Generell ist die Ernährung ziemlich unspezifisch und sie neigen dazu, alles zu vertilgen, was gerade passend überwältigt werden kann. Zuweilen klettern sie zur Nahrungsfindung auf die Vegetation oder suchen im Wasser nach Beute. Kleine Jungtiere werden gelegentlich von Erwachsenen gefressen (Kannibalismus).
Braune Bachsalamander sind eine wichtige Nahrungsquelle für eine Vielzahl anderer Tiere, darunter Waschbären, Vögel, Stinktiere Spitzmäuse, Wasserschlangen und andere Salamanderarten. Die Haut der Braunen Bachsalamander ist nur leicht giftig, daher müssen sie sich auf andere Abwehrstrategien verlassen. Sie sind sehr beweglich und können auch gut springen. Ihre Haut ist sehr rutschig und leicht schleimig, was das Greifen erschwert. Bei einem Angriff wehren sie sich mit Bissen und können ihren Schwanz abbrechen lassen, um den Feind abzulenken, sodass sie entkommen können. Der Schwanz wächst später nach, obwohl er dann etwas anders geformt ist als im Original. Das Verlieren von Schwänzen ist bei den Tieren gebietsweise ziemlich häufig. Ungefähr 50 % der Erwachsenen haben frisch fehlende oder nachgewachsene Schwänze.
Für die Ökologie spielen Braune Bachsalamander insofern eine wichtige Rolle, als sie einerseits eine willkommene Nahrungsquelle für viele andere Tiere darstellen, andererseits auch selbst erhebliche Mengen an Ungeziefer und Schädlingen vertilgen.

### Parasiten
Pseudaplectana papillocauda ist ein im Darm des Braunen Bachsalamanders parasitierender Spulwurm.

## Gefährdung
Die Art ist in ihren Vorkommensgebieten in den Vereinigten Staaten nicht selten, teilweise sogar sehr zahlreich und wird demzufolge von der Weltnaturschutzorganisation IUCN als „Least Concern = nicht gefährdet“ klassifiziert. Lediglich eine in der Niagara-Schlucht in Ontario lebende kleine Population wird als gefährdet angesehen.